# Lærred
Lærred er forskellige glat vævede stoffer af silke-, hør-, bomulds-, hampe-, jute- eller blårgarn. Glat vævet vil sige, at stoffets trend og islæt er lige stramme, af samme fiber og samme tykkelse. Lærred er i reglen uden mønster.
Til vævningen benyttes sædvanligvis ubleget garn, og blegningen foregår da af det vævede lærred, enten som græsbleg eller med klor, undertiden ved hjælp af ozon. Lærred, der er vævet af bleget garn, kaldes ofte kreas (se også dowlas). Det færdigvævede og blegede lærred appreteres ("tættes") med en klister, som børstes ind i tøjet, der tørres og kaiandres. Klisteret er kogt af stivelse med lidt hvidt voks eller paraffin, talg og tramarin.
I lærred af hørgarn erstattes hyppigt en del af hørgarnet med bomuldsgarn, hvorved billigere stof og et bedre udseende kan opnås, men samtidig bliver stoffet ikke så holdbart. Når lærred har farvede striber, er striberne oftest fremstillede af bomuld, som lader sig farve lettere end hør. De groveste sorter lærred er sejldug: meget tæt vævet hampegarn. Derefter følger
telt-, pak- og sækkelærred, der er fast eller løst vævet af hampe-, blår- eller jutegarn. Lærred til beklædningsgenstande af hørgarn, med eller uden bomuldsgarn, væves i mange forskellige finheder og går i handelen under mange benævnelser. De benævnelser, der hentyder til produktionsstedet (hollandsk, irsk, Osnabrücker, Bielefelder osv.), siger lidt eller intet om stoffets type eller kvalitet.
Lærred af hør eller bomuld har været brugt til grundlag for malerier i århundreder. Før brug præpareres lærredet for at tåle malingen og limes på en stabil plade eller spændes op på en ramme. Kombinationen af lærred og ramme kaldes i kunstnerjargon for lærred.
Medens lærred tidligere var almindelig genstand for husflid og fremstilledes af håndspundet garn, væves det nu hovedsagelig på maskinvæve og af det langt jævnere og stærkere maskinspundne garn.